# Sigla
Uma sigla é a redução de um intitulativo às:
a) letras iniciais de cada palavra componente do intitulativo, sem formar palavra
Exemplo:
ABCD = Santo André, São Bernardo do Campo, São Caetano do Sul e Diadema
b) letras iniciais de cada palavra componente do intitulativo, formando palavra
Exemplos:
UNE = União Nacional dos Estudantes
ONU = Organização das Nações Unidas
PALOP= Países Africanos de Língua Oficial Portuguesa
c) sílabas iniciais ou partes iniciais de cada palavra componente do intitulativo, formando uma quase-palavra
Exemplos:
Benelux = Bélgica, Nederland [Países Baixos] e Luxemburgo
Petrobras = Petróleo Brasileiro S.A.

## Exemplos
- TV: televisão (tê vê);
- STJ: Supremo ou Superior Tribunal de Justiça (esse tê jota);
- PME: pequena ou média empresa (pê eme é);
- ADN: ácido desoxirribonucleico (á dê ene);
- OMS: Organização Mundial de Saúde (ó eme esse);
- UV: ultravioleta (u vê).